# Tenafly (New Jersey)
Pour les articles homonymes, voir Tenafly.
Tenafly (en anglais [ˈtɛnəflaɪ]) est un borough du comté de Bergen, dans le New Jersey, aux États-Unis.
La population de la ville s'élevait à 13 806 habitants en 2000.
Les premiers occupants européens à Tenafly furent des Néerlandais à la fin du XVIIe siècle. Le nom « Tenafly » provient de l'expression néerlandaise « Tiene Vly » ou « dix marais », nom donné par les colons néerlandais en 1688.

## Éducation
À Tenafly se situe la Tenafly High School.

## Personnalités liées à la localité
- Jo Anderson (1958- ), actrice ;
- William Beutenmüller (1864-1934), entomologiste : décès ;
- Walter Joseph Bock (1933-2022), ornithologue ;
- Zach Braff, acteur et réalisateur : tournage du film Garden State dans les paysages de la ville ;
- Hope Davis, diplômée de la Tenafly High School ;
- Tate Donovan (1963-), acteur : naissance ;
- Léon M. Goldensohn (1911-1961), psychiatre au procès de Nuremberg qui y vécut de 1950 à sa mort ;
- Lesley Gore (1946-2015), chanteuse ;
- Ed Harris (1950-), acteur : naissance ;
- Lea Michele (1986-), actrice et chanteuse, diplômé de la Tenafly High School ;
- Mira Sorvino (1967-), productrice : naissance.

## Source
- (en) Cet article est partiellement ou en totalité issu de l’article de Wikipédia en anglais intitulé « Tenafly, New Jersey » (voir la liste des auteurs).